# Ulysse Casimir Balaman
 (mars 2022).
Si vous disposez d'ouvrages ou d'articles de référence ou si vous connaissez des sites web de qualité traitant du thème abordé ici, merci de compléter l'article en donnant les références utiles à sa vérifiabilité et en les liant à la section « Notes et références ».
 (mars 2022).
Ulysse Casimir Balaman, né le 13 janvier 1839 à Maraussan et mort au même lieu le 30 avril 1914, est un général de corps d'armée français.

## Biographie
Fils de Pierre Balaman, vigneron et négociant en vins et de Alexandrine Tinde. Brillant élève de l'école communale du village, puis interne au collège de Béziers et au lycée de Montpellier, il entre à l'École polytechnique à 19 ans.
Sa carrière militaire le conduira dans toute la France. Il termine sa carrière au grade de général de corps d'armée, président du Comité national de l’artillerie et du Comité des poudres. Il fut mis en disponibilité pour ses propos exprimant des réserves sur la cohérence des témoignages militaires présentés au Tribunal de Guerre qui condamna le capitaine Dreyfus à la dégradation militaire et à la déportation au bagne de Guyane en 1894.
En 1904, il est nommé président de la Commission des quatre généraux chargés réhabiliter le capitaine Alfred Dreyfus.
Il meurt le 30 avril 1914 dans sa maison de Maraussan (actuel hôtel de ville), et est enterré au cimetière communal.

## Carrière
- 1er octobre 1858 : entrée à l’école Polytechnique
- 1er octobre 1860 : Sous-Lieutenant à l’école d'Application de l'Artillerie et du Génie à Metz
- 1er octobre 1862 : Lieutenant au 20e Régiment d'Artillerie à Toulouse
- 15 octobre 1869 : Capitaine Adjoint à la manufacture d'armes de Tulle
- 1870-1871 : 11e Régiment d'Artillerie — Campagne de Guerre contre l’Allemagne
- 18 octobre 1879 : Vice-Président du Centre Expérimental d'Artillerie de Calais
- 31 janvier 1880 : Chef d'Escadron
- 15 mars 1888 : Lieutenant-Colonel — Directeur de l’école d'Artillerie du 18e corps
- 11 janvier 1891 : Directeur Adjoint de l'Atelier de Construction de Tarbes
- 13 juillet 1891 : Colonel — Directeur de l'Atelier de Construction de Tarbes
- 25 avril 1894 : Colonel — 3e Régiment d'Artillerie
- 26 décembre 1895 : Général de Brigade — Mise en disponibilité
- 9 décembre 1896 : Adjoint au Commandant, Préfet, Gouverneur Maritime de Cherbourg
- 5 novembre 1897 : Commandant de l'artillerie du 15e corps à Nîmes
- 12 juillet 1900 : Général de Division, Gouverneur de Toul
- 1902 : Général de Corps d'Armée, Président du Comité d'Artillerie et du Comité consultatif des poudres et Salpêtres
- 11 janvier 1904 : Mise à la retraite, versé au cadre de réserve, affecté au Commandement de la Place de Lyon en cas de guerre
- 5 mai 1904 : Le Ministre de la Guerre le nomme Président d'une Commission de quatre généraux, chargée d'examiner les questions techniques de l'Affaire Dreyfus

## Distinctions
- Chevalier de la légion d'honneur le 7 février 1871
- Officier de la légion d'honneur le 27 septembre 1893
- Commandeur de la légion d'honneur le 11 juillet 1902